# Campeonato mundial A de hockey patines masculino de 1951
El VII Campeonato mundial de hockey sobre patines masculino y XVII  Campeonato europeo se celebró en Barcelona, España, entre el 1 de junio y el 10 de junio de 1951. Los partidos se disputaron en el Pabellón del Deporte.
En el torneo participaron las selecciones de 11 países incluidos en un único grupo.
El vencedor del torneo, disputado por el método de liguilla fue la selección de España. La segunda plaza fue para la selección de Portugal y la medalla de Bronce para la selección de Italia.

## Equipos participantes
Las 11 selecciones nacionales participantes del torneo son de Europa.
|                     |
| Alemania Occidental |
| Bélgica             |
| Dinamarca           |
| España              |
| Francia             |
| Inglaterra          |
| Irlanda             |
| Italia              |
| Países Bajos        |
| Portugal            |
| Suiza               |

## Torneo
| Equipo              | Pts | PJ | PG | PE | PP | GF | GC  | DG   |
| ------------------- | --- | -- | -- | -- | -- | -- | --- | ---- |
| España              | 19  | 10 | 9  | 1  | 0  | 72 | 10  | +62  |
| Portugal            | 16  | 10 | 8  | 0  | 2  | 79 | 12  | +67  |
| Italia              | 16  | 10 | 8  | 0  | 2  | 61 | 18  | +43  |
| Bélgica             | 14  | 10 | 7  | 0  | 3  | 57 | 20  | +37  |
| Alemania Occidental | 12  | 10 | 6  | 0  | 4  | 55 | 26  | +29  |
| Francia             | 11  | 10 | 5  | 1  | 4  | 43 | 14  | +29  |
| Inglaterra          | 8   | 10 | 4  | 0  | 6  | 38 | 35  | +3   |
| Suiza               | 8   | 10 | 4  | 0  | 6  | 30 | 40  | -10  |
| Países Bajos        | 4   | 10 | 2  | 0  | 8  | 23 | 49  | -26  |
| Irlanda             | 2   | 10 | 1  | 0  | 9  | 6  | 100 | -94  |
| Dinamarca           | 0   | 10 | 0  | 0  | 10 | 1  | 141 | -140 |

- Resultados

| Fecha    | Partido             | Partido | Partido             | Resultado |
| -------- | ------------------- | ------- | ------------------- | --------- |
| 01.06.51 | Portugal            | -       | Países Bajos        | 16-0      |
| 01.06.51 | España              | -       | Alemania Occidental | 7-1       |
| 01.06.51 | Bélgica             | -       | Suiza               | 2-3       |
| 02.06.51 | Países Bajos        | -       | Italia              | 3-6       |
| 02.06.51 | Bélgica             | -       | Dinamarca           | 22-0      |
| 02.06.51 | Inglaterra          | -       | Irlanda             | 11-0      |
| 02.06.51 | Dinamarca           | -       | Suiza               | 0-12      |
| 02.06.51 | Italia              | -       | Francia             | 2-0       |
| 02.06.51 | España              | -       | Irlanda             | 20-0      |
| 02.06.51 | Portugal            | -       | Bélgica             | 0-1       |
| 03.06.51 | Inglaterra          | -       | Francia             | 1-6       |
| 03.06.51 | Portugal            | -       | Alemania Occidental | 3-1       |
| 03.06.51 | Suiza               | -       | Italia              | 2-4 ???   |
| 03.06.51 | España              | -       | Dinamarca           | 14-0      |
| 03.06.51 | Irlanda             | -       | Bélgica             | 0-14      |
| 03.06.51 | Francia             | -       | Países Bajos        | 3-1       |
| 03.06.51 | Dinamarca           | -       | Inglaterra          | 0-11      |
| 03.06.51 | Italia              | -       | Alemania Occidental | 4-3       |
| 04.06.51 | Italia              | -       | Irlanda             | 13-1      |
| 04.06.51 | Francia             | -       | Alemania Occidental | 2-3       |
| 04.06.51 | España              | -       | Suiza               | 8-0       |
| 04.06.51 | Portugal            | -       | Inglaterra          | 6-2       |
| 05.06.51 | Suiza               | -       | Países Bajos        | 3-0       |
| 05.06.51 | Bélgica             | -       | Francia             | 2-1       |
| 05.06.51 | España              | -       | Inglaterra          | 7-2       |
| 05.06.51 | Italia              | -       | Dinamarca           | 20-0      |
| 06.06.51 | Alemania Occidental | -       | Países Bajos        | 4-3       |
| 06.06.51 | Dinamarca           | -       | Portugal            | 0-20      |
| 06.06.51 | España              | -       | Italia              | 2-1       |
| 06.06.51 | Irlanda             | -       | Francia             | 0-10      |
| 07.06.51 | Dinamarca           | -       | Irlanda             | 1-2       |
| 07.06.51 | Bélgica             | -       | Países Bajos        | 6-0       |
| 07.06.51 | España              | -       | Francia             | 1-1       |
| 07.06.51 | Dinamarca           | -       | Alemania Occidental | 0-20      |
| 07.06.51 | Inglaterra          | -       | Países Bajos        | 6-2       |
| 07.06.51 | Italia              | -       | Bélgica             | 7-2       |
| 07.06.51 | Portugal            | -       | Suiza               | 10-1      |
| 08.06.51 | Francia             | -       | Dinamarca           | 13-0      |
| 08.06.51 | Portugal            | -       | Irlanda             | 14-0      |
| 08.06.51 | España              | -       | Países Bajos        | 4-1       |
| 08.06.51 | Inglaterra          | -       | Bélgica             | 1-3       |
| 09.06.51 | Alemania Occidental | -       | Suiza               | 8-1       |
| 09.06.51 | Irlanda             | -       | Países Bajos        | 1-6       |
| 09.06.51 | Francia             | -       | Portugal            | 2-3       |
| 09.06.51 | Irlanda             | -       | Alemania Occidental | 1-5       |
| 09.06.51 | Italia              | -       | Inglaterra          | 3-1       |
| 09.06.51 | España              | -       | Bélgica             | 5-1       |
| 09.06.51 | Suiza               | -       | Francia             | 1-5       |
| 10.06.51 | Bélgica             | -       | Alemania Occidental | 4-3       |
| 10.06.51 | Portugal            | -       | Italia              | 4-1       |
| 10.06.51 | Suiza               | -       | Inglaterra          | 1-2       |
| 10.06.51 | Países Bajos        | -       | Dinamarca           | 7-0       |
| 10.06.51 | Alemania Occidental | -       | Inglaterra          | 7-1       |
| 10.06.51 | Irlanda             | -       | Suiza               | 1-6       |
| 10.06.51 | España              | -       | Portugal            | 4-3       |

## Clasificación final
| 1. España              |
| 2. Portugal            |
| 3. Italia              |
| 4. Bélgica             |
| 5. Alemania Occidental |
| 6. Francia             |
| 7. Inglaterra          |
| 8. Suiza               |
| 9. Países Bajos        |
| 10. Irlanda            |
| 11. Dinamarca          |